# جبل ستوني كريك
 جبل ستوني كريك  هو جبل يبلغ ارتفاعه 2986 قدمًا (910.1 مترًا) ويقع غرب قرية كوريز في مقاطعة فرانكلين في شمال شرق أديرونداكس، في نيويورك. وقد سُمي بهذا الاسم نسبة إلى برك ستوني كريك وستوني كريك القريبة، والتي تقع إلى الغرب. يقع جبل أمبيرساند في الشرق والشمال الشرقي وتقع بحيرة ساراناك الوسطى شمال جبل ستوني كريك. 